# Franceza belgiană
Limba franceză belgiană este o varietate a limbii franceze vorbită în principal în comunitățile franceze din Belgia, pe lângă limbi regionale cum ar fi limbile valona, picard.